# 宦官

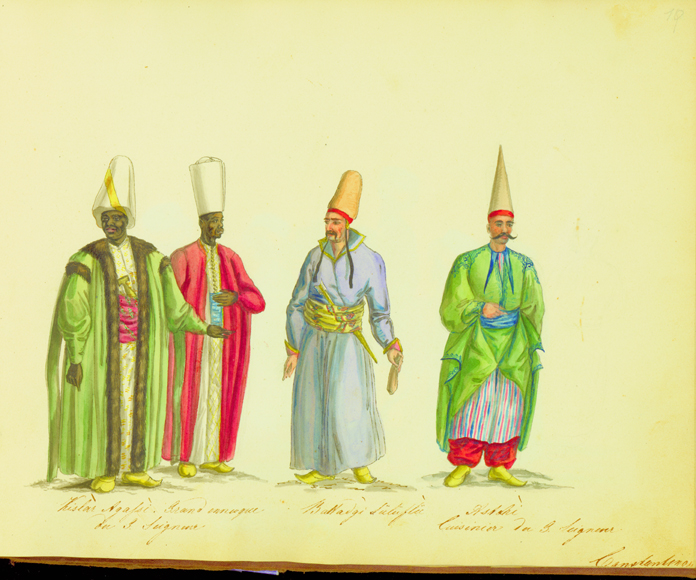
イスラム諸国の宦官

宦官（かんがん）とは、去勢を施した、特に完全去勢を施された官吏をいう。古代から各文化圏に存在した。

## 東アジアの宦官
戦国時代の中国に初めて見られ、朝鮮やベトナムなど漢字文化圏の国々に広まった。日本に宦官が存在したか否かについては諸説ある。

### 中国
中国語の「宦」の原義は「奴隷」であったが、時代が下るに連れて王の宮廟に仕える者を「宦官」と呼ぶようになった。なお、漢字の「宦」は「宀」と「臣」とに従う会意文字である。春秋戦国時代以来、去勢されて王侯に仕える者は「奄人・閹人・寺人」等と呼ばれ、「宦官」は必ずしも去勢者ではなかった。後漢以降、宦官が閹人専用の官職になったため、混同されて「奄人・閹人・宦官・寺人」等はすべて同義語として使われるようになった。さらに明から清までは宦官という言い方ではなく「太監」と呼称されるのが普通になった。別名を「官者・三保・三宝・資人・寺人・舎人・帳内」等ともいう。その他にも別名が甚だ多く「私白・無名白、火者、奄人・閹人・寺人・仙人・浄人・浄身」というのは本来は去勢者のことであり、「黄門・太監、宦者・宦官」というのは役人（または奴隷）のことであったが、混同されて両者とも同じく宮廷に仕える去勢者をさす。
古代中国にて死刑に次ぐ刑罰（あるいはその代替刑）として位置付けられていたもので、生殖器を切除する去勢刑（腐刑）に、付加刑として宮廷で強制労働に従事させる（宮刑）ものが存在し、のちに後者をもって懲罰全体を呼ぶようになったとされる。時代が下って宦官が重用されることが多くなると、後の世には自宮、すなわち自ら性器を切り落として宦官となる人間が現れた。隋代にて宮刑は一旦廃止されたものの、明代には復活して盛んに行われ、政府の高官から塩を作る人夫まで、さまざまな階層の男性がこの刑に処せられた。
時期や方法にもよるが、去勢されても性欲は残る。そのため宦官と女官との不義がたびたび起こり、大量の張型が押収されるということがたびたびあった。宦官の性行為では多量の汗をかき、相手や物に噛み付くなどして性欲を発散させたという記録が残っている。張型を自分自身に使用していた可能性もある。
五代十国のひとつ南漢国は、特に宦官を重用したことで知られ、科挙の成績優秀者は、まず性器切断してから登用したほどであった。最後の皇帝劉鋹（在位958年 - 971年）の時代には、総人口100万人に対し宦官が2万人もおり、国中の男性50人に1人は去勢していたことになる。
統一王朝の場合でも、宦官は普通は多くても数千人ほどで、おもに後宮に配置された。しかし、明代には爆発的に増え、約10万人に膨れ上がった。「皇明実録」によると、1612年（明の天啓元年）に政府が、宦官の補欠3,000人を募集したところ、応募者が2万人に達したため、急遽募集人数を4,500人に増やしたという記録が残されている。また、宮廷内における、一般社会と違った特別な制度や行事、習慣、用語、禁忌、礼儀作法、規則などを維持していく専門職として、宦官に依存する面が多かったことも、宦官制度の維持につながった。
完全去勢された宦官の容姿の特徴としては、まず声が高くなることが挙げられる。子供の時に去勢手術を受けたものは女性の声にひとしく、成人してから宦官となった場合は、いささか不自然な裏声になった。髭が生えていた者は数か月のうちに抜け、つるりとした顔になる。また齢をとると肉が落ち、極端に皺の寄った外見になった。
宦官を重用した王朝としては後漢・唐・明が挙げられる。後漢では豪族の力が甚だ強く、それに対抗するために皇帝が手足として使った存在が宦官であった。そのために後漢末は大いに乱れ、豪族袁紹は霊帝死後宮中にいる宦官の処刑を命じ、宦官の特徴（去勢の影響で男性ホルモンが分泌されず女性的な体型であり、髭が生えていなかった）から髭を生やしていなかった者まで殺害され、処刑された人数は宦官も合わせて2000人にも達した。唐代（主に中唐以降）においては藩鎮勢力に対抗するために重用され、やがて禁軍の軍権を手中に収めて皇帝の廃立権までも握り、唐の滅亡の近因となった。
明代においては功臣が権力を持つことを警戒した洪武帝が皇帝権を極めて強く設定したが、多くの後継歴代皇帝の能力はその権限を処理することに堪えず、このため宦官を長とする皇帝直属の監察組織である東廠が国政を壟断することもあった。しかし明代の宦官の権勢はあくまで皇帝の信任に依存しており、皇帝が代わると有力な宦官も失脚することが多かった。満洲人王朝である清は、入関前から宮廷事務や皇帝の身辺の世話は皇帝直属の八旗（上三旗）の旗人の中で家政を担当するボーイ（満洲語: ᠪᠣᠣᠢ 転写：booi、漢語：包衣）が管轄する内務府が担っており、入関後は清も宦官を用いるようになったが、宦官は内務府の管轄下に置かれて仕事は后妃の世話に限定されるようになり、宦官が国政に口を出す余地はほとんど無くなっていた。
中国では、1911年の辛亥革命により清王朝は滅亡したが、最後の皇帝である宣統帝溥儀は1912年の退位後も清室優待条件により紫禁城に居住し続け、太監（宦官）もこの条件によって新規採用者の募集を停止したのみであった。その後、1923年に溥儀は、家庭教師であったイギリス人レジナルド・ジョンストンなどの影響を受け、宦官の腐敗への不満から宦官の多くを追放しようと試み、宦官を100人程度にまで減らした。しかし、溥儀の食事の準備ができなくなるなど逆に宮廷の運営が滞ってしまい、結局、1か月足らずで宦官の追放を撤回することを余儀なくされた。その翌年、1924年の馮玉祥のクーデターで宣統帝とともに宦官も紫禁城から追放され、その歴史の幕を閉じることとなった。このとき追放されたのは、宦官2000人と女官200人と伝えられる。

#### 仕事
本来の業務は、男子禁制の後宮の管理運営業務である。しかし後宮とは紫禁城の居住区である内城の全域であったので、紫禁城内に居住が許される「男性」は皇帝・皇子以外すべて宦官であり、その他の者は大臣宰相でも城外からの通勤であった。そして宦官の業務は下記のほか、宮廷の運営にかかわる一切であった。
- 宮廷内の建物や什器の管理、清掃などの雑用（これが大部分であった[7]。）
- 後宮の警備・管理。皇帝と皇后、側室の性交の日時の記録（皇位継承順位に関係するため、重大事であり、専門の部課が置かれた）。
- 諜報、情報収集、不穏な勢力のスパイといった秘密警察業務。
- 皇帝の秘書業務。臣下との取次・連絡。

#### 供給源
1. 異民族の捕虜・異国からの供物
2. 志願者（自宮者）
3. 宮刑を受けた者

#### 清朝末期の去勢方法
清代末期には、低級官吏である七品官の畢五家と小刀劉の2家が、紫禁城の西門にあたる西華門の外に政府公認の手術小屋「小廠」を開いていて、そこで「刀子匠（切り師）が、去勢手術を請け負っていた。ここでの手術の方法については、19世紀後半のイギリス人の研究家ステント（G.Carter.Stent）が1877年に『Chinese Eunuchs』と題して発表した記録が残されている。それによると、裸にした自宮志願者を火炕（中国北方伝統の床暖房システム）の上に半臥の姿勢で座らせ、刀子匠の弟子の一人に腰を、あとの二人に両足を押さえつけさせてから、刀子匠が、「後悔はないか」と訊く。この時、志願者が少しでも不安な様子を見せた場合、手術は中止される。承諾の意が示されると、やや反り返った形状の刃物で、根元を緊縛して勃起させた男性器を、麻酔もなしで一気に切り落としたという。術後は出血を熱した灰で止め、尿道に金属の栓をして尿道が塞がるのを防いだが、傷口は縫合されることもなく冷水に浸した紙で包まれるだけであった。一連の手術が終わると、2人の執刀者に抱えられ、2,3時間部屋の中を歩き回り、その後、横臥を許される。3日後に尿道の栓を抜くまでは水を飲むことも禁止され、傷が癒えて起き上がるまでには2か月を要したとのことである。
なお、中国以外においては、睾丸の摘出や陰嚢の切除だけで宦官として登用した例も多いが、中国の自宮は残された記録で見る限り、男性器全てを切り落とす完全去勢の方法で行われていたようである。刀子匠は「切断された男性器」を、腐敗しないように加工し、壷に入れて保存した。去勢の傷が癒えてから、自宮志願者が宦官として就職するときに、これを去勢の証明として持参しなければならなかった。この「切断された男性器」は「宝（バオ）」と呼ばれ、宦官が死後、埋葬されるときは、棺の中に入れられたという。また排尿も生涯しゃがんで行わなければならず不便であった。これについては、辛亥革命で中華民国が成立して、宦官制度が廃止され、紫禁城を追放されて職を失った少年宦官に金を渡して、排尿の様子を観察したという記録が残っている。

#### 著名な中国の宦官
- 豎刁 - 春秋時代の人。斉の桓公の家臣で、自ら後宮の官吏を願い出て去勢した。自宮宦官の始めと伝えられる。桓公死後に斉の政治を乱した。
- 趙高 - 秦。李斯と共に始皇帝の死を秘して、二世皇帝胡亥を擁立して専横を極めた。さらに胡亥も弑逆したが、代わって擁立した子嬰により誅殺された。宦官の概念を悪化させた元凶とされる（ただし、近年では宦官ではなかったとする説もある。趙高#趙高非宦官説参照）。
- 司馬遷 - 前漢時代の歴史家、『史記』の著者。武帝を怒らせて宮刑に処された。
- 蔡倫 - 後漢。製紙法を改良した。
- 曹騰 - 後漢。順帝の宦官優遇改革によって爵位相続、養子（曹嵩）などを得る。自身は慎み深かったが、その子孫（孫の曹操、曾孫の曹丕）は後漢王朝に終止符を打つ事になる。
- 十常侍 - 後漢。霊帝に仕えて中常侍の官にあった宦官集団のこと。リーダー格の張譲・趙忠らが著名で政治を壟断し権勢をふるったが、十常侍誅殺を目論んだ何進を殺害し、その反動により蜂起した袁紹・袁術らにより殺害された（逃亡した張譲は自害）。「十」という数字が記されているが、正史によれば実際には12名いたという。
- 黄皓 - 蜀漢。劉禅に仕え、国の実権を握り自分勝手に人事を変え、蜀漢滅亡の元凶となる。
- 張蚝 - 前秦。張平・苻堅に仕え、宦官でありながら勇猛な将軍であり、前秦随一の猛将といわれた鄧羌と共に「万人の敵（一万の兵に匹敵する程の強さ）」と称賛された。
- 宗愛 - 北魏。太武帝に仕えたが、のちに殺害。跡を継いだ南安隠王も殺害するなど朝政を専断したが、陸麗・劉尼・源賀らに捕えられて処刑された。
- 楊思勗 - 唐。中宗・睿宗・玄宗の三代に仕え、反乱鎮圧など数々の軍功を挙げた。剛毅で決断力がある一方で、捕虜の顔や頭の皮を生きたまま剥いだり、京観を多数築くなど極めて残忍な性格でもあった。
- 高力士 - 唐。玄宗に仕え、皇帝の右腕として雑事を取り仕切るなど重用された。安史の乱で玄宗が成都へ都落ちする際、途中で禁軍反乱の事態収拾のため、楊貴妃を縊り殺している。
- 辺令誠 - 唐。玄宗に仕え、高仙芝の監軍として活躍するも、安史の乱では高仙芝を讒言して賜死に追いやった。後に粛宗により処断された。
- 李輔国 - 唐。旧名は李静忠。安史の乱の後、粛宗擁立に功があり、権力を我が物にして専横をふるった。粛宗没後に擁立された代宗の不興を買い、粛清により暗殺された。
- 李豬児 - 唐。契丹の出身者で安禄山に仕えた。安禄山自身の手で去勢されたエピソードで有名。
- 童貫 - 北宋末。皇帝徽宗の寵愛を受け、軍の指揮官として方臘の乱を鎮圧した。
- 王振 - 明。皇帝英宗の信を得て政治を壟断。オイラトへの親征を勧めた結果大敗し英宗が捕虜となる土木の変の原因を作った。敗戦での混乱の最中、自らも陣中で殺されたとされている（恨みを買っていた自軍の護衛将軍・樊忠に撲殺されたとの説もある）。
- 曹吉祥 - 明。王振に接近して有力宦官となるも、土木の変の影響で一時的に失脚。その後、石亨とともに奪門の変を起こし、英宗の重祚に貢献し権力を掌握。しかし、英宗に疎まれてクーデターを画策するも失敗し、磔刑に処された。
- 鄭和 - 明。南海大航海を行った。
- 亦失哈 - 明。女真族の出身。東北方面に何度も出征し、アムール川下流域に奴児干都司を設立した。
- 汪直 - 明。瑤族の出身。成化帝により重用され、特務機関の西廠の長官として弾圧を行った。さらに政治を壟断したことで民心の離反を招き、成化帝からも不興を買って左遷された。
- 劉瑾 - 明。正徳帝期の初めに他の七名の宦官である「八虎」とともに政治を壟断、収賄などの汚職や反対勢力の弾圧で明の腐敗を招いた。正徳帝の寵を失い、帝位の簒奪を企てたために凌遅刑で処刑された。
- 高寀 - 明。万暦帝に重用された。福建へ徴税官として派遣され、民から過酷な搾取を行った。度重なる民衆の反乱により万暦帝の不興を買い、解任されて北京に召還された。
- 魏忠賢 - 明。天啓帝に代わって政務を壟断し、東廠を使っての東林党の弾圧や、各地に自らの像を収めた祠を作らせるほど皇帝を凌ぐ権勢をふるい、ヌルハチ率いる後金の勢力拡大を招いて明の没落を加速させた。天啓帝の崩御とともに、後継の崇禎帝から排除されて失脚し自害。遺体は磔刑にされ、首は市中で晒された。
- 王承恩 - 明。崇禎帝に仕えた。明の滅亡時、最期まで皇帝に忠実に従い、その死に殉じた。
- 董海川 - 清。皇族の武術教師。八卦掌の創始者。
- 安徳海 - 清。西太后に重用された。
- 李連英 - 清。安徳海の死後、西太后に重用された。
- 孫耀庭 - 清。中国史上最後の宦官として知られ、溥儀に仕えた。1996年没。
- 王鳳池 - 清。溥儀と性的関係にあったとされる[8]。

### 朝鮮
朝鮮も中国に倣い、自国の官僚機構に宦官制度を導入していた。
現存する朝鮮最古の歴史書「三国史記」の巻10「新羅本紀」には、新羅の第42代「興徳王」（ホンドクワン、こうとくおう、生年不詳 - 826年即位 - 836年没）が、王妃の章和夫人が即位後2か月で死去してからは、後妃を迎えず、後宮の侍女も近づけず、宦官に身の回りの世話をさせたとの記述があり、9世紀にはすでに宦官制度があったことが分かる。
高麗（918年 - 1392年）や朝鮮王朝（1392年 - 1910年）にも宦官制度が存在した。医療技術が及ばず陰茎を切断すると死亡率が高まってしまうため、睾丸摘出のみで宦官とされた。また、自国の官僚として使用しただけではなく、自国民を宦官にして歴代の中国王朝に貢進していたことでも知られる。元の順帝(1320年 - 1370年）時代に後宮に権勢を振るった朴不花は、高麗から貢進された宦官であり、また1403年（明の永樂元年）には、「明の皇帝の聖旨を奉じ、容姿閑雅、性質利発な火者（宦官の別称）35名を選抜して貢進した」という記録が、朝鮮側の記録に残されている。
高麗の毅宗が寵愛する宦官の専横を許したのが毅宗の廃位と武臣政権成立の一因となった。
朝鮮王朝においては内侍府が置かれ、宦官が任用された。朝鮮王朝時代の宦官は長寿の傾向があった。内侍府は高麗から継承された職制で、高麗では貴族の子弟が内侍に任用されたが、朝鮮では宦官が任用された。この時から朝鮮では「内侍」が宦官の別称となり、現代韓国・北朝鮮にも至っている。朝鮮の宦官は1894年の甲午改革で宦官制度は廃止された。
現在の韓国・ソウル市鍾路区にある孝子洞（ヒョジャドン、효자동）は、かつて退職した宦官が住んでいたとされ、「火者洞」（ファジャドン、화자동）と呼ばれていたという。

### ベトナム
ベトナムの歴代の王朝も中国から宦官の制度と去勢技術を取り入れていた。ベトナムでも、宮廷での権力を得るために若者が自宮することはよくあり、彼らは、公共事業の監督から、犯罪の捜査、公布の読み上げまで、多くの役割を果たした。ベトナム史上最初の長期王朝・李朝の著名な武将である李常傑は宦官である。

#### ベトナムでの去勢方法
被術者は太ももと腹部が縛られ、執刀者が彼を台の上に固定した。生殖器はコショウ湯で洗ってから勃起した状態のまま、切り取った。その後、治癒中に排尿できるように尿道に管を挿入した。

### 日本
通説では日本では宮刑を取り入れなかったとされているが、『日本書紀』にある「官者」という言葉には宦官の意味もあることから、雄略天皇の頃には少なくとも一時的には行われていたのではないかとする説がある。
中世日本において宦官の記録はないものの、『建武式目』に宮刑の記録が見られ、『後太平記』に「男はヘノコを裂き（陰茎や陰嚢を切取る）」、「女は膣口を縫い潰して塞ぐ」と明確に記録されている。
江戸時代の古川柳に「奥家老らせつしたのを鼻にかけ」というものがある。また「案山子かな女中預かるらせつ人」という古川柳も残っている。「らせつ」とは漢字で「羅切」と書き、「陰茎切断」の俗語であることから、大奥詰めの役人が女官たちを取り仕切る宦官に近い存在になりえたことがわかる。

## 西アジア・地中海地域の宦官

### 古代オリエント
シュメール以来、宦官は文明の重要な要素とみられていた。シュメール語には宦官を意味する言葉が8つもあった。アッシリア、アケメネス朝ペルシャ帝国といったシュメール文明を引き継ぐオリエント諸国でも宦官は用いられた。また戦争捕虜になった敵兵の陰茎を切断して本国に連行し、奴隷とする習慣があった。中国同様刑罰として去勢される者も多かった。役割としては中国同様、官僚と、後宮に仕える者が多かった。また、宦官であるかないかにかかわらず、奴隷身分であっても権力や財産をつかむことはありえた。
なお、古代エジプトで宦官が見られたというのは俗説である。発見されている高位の神官や役人のミイラの中には性器の存在しないものもあるが、宦官を用いた文書記録はなく、割礼の壁画などを誤って解釈したと思われる（性器は水分が多く、ミイラ化の過程やその後の保存状態によって失われやすい部位であるため、目視で発見できないこともある）。エジプトで宦官が使用された記録が登場するのは、プトレマイオス朝になってからのことである。

### 古代ギリシア・ローマ〜東ローマ
宦官は、オリエントの影響を受けた古代ギリシアやローマ帝国、およびそれを継いだ東ローマ帝国でも用いられた。オリエントやギリシア・ローマでも宦官は宮廷内部の雑用係中心であったが、ローマ帝国後期以降に皇帝権力が強まると高級官僚の世襲を防ぐために宦官を高級官僚に用いることが多くなった。
キリスト教化した東ローマ帝国では官僚として重く用いられ、軍隊の司令官やキリスト教東方正教会統率者のコンスタンティノポリス総主教にまで宦官が多数任命された。例えばユスティニアヌス1世の時代に対東ゴート戦争を指揮したナルセス、フォティオスと総主教位を争ったイグナティオス、ユスティニアノス2世が最初の廃位となる一因となった財務長官であるペルシアのステファノス、ニケフォロス2世フォカスの治世からバシレイオス2世の治世初期に権勢を振るったバシレイオス・ノソスなどは宦官であった。ちなみにイグナティオスとバシレイオス・ノソスはそれぞれミカエル1世ランガベー、ロマノス1世レカペノスの息子であり、失脚した皇帝の子孫から、皇帝を狙って反乱を起こす者が出ないように去勢された者がいたことを示している。
中国のように宦官が皇帝の寵愛を背景に実権を握った例は多いが、国家の正規の官職に宦官が多数任命された国家は東ローマ帝国だけであろう。このように東ローマ帝国は宦官を重用したため、中国同様、自主的に去勢して宦官を志願したり、親が子供の出世のために子供を去勢してしまう事例が出てきた。またキリスト教の普及に伴って、自ら欲望を絶つ目的で去勢する者も現れた。その流行は凄まじく、民間での去勢を禁止する勅令が幾度も出されるほどであった。
11世紀末-12世紀に入って、軍事貴族出身のコムネノス王朝が成立すると、11世紀まで文官官僚として軍事貴族と対立していた宦官の勢力は弱まっていった。その後、12世紀末以降帝国が衰退していくにつれ、宦官の供給源となる属州が失われ、帝国の財政力も低下していったため、要員を雇うことができず宦官は激減していった。

### イスラム諸国の宦官

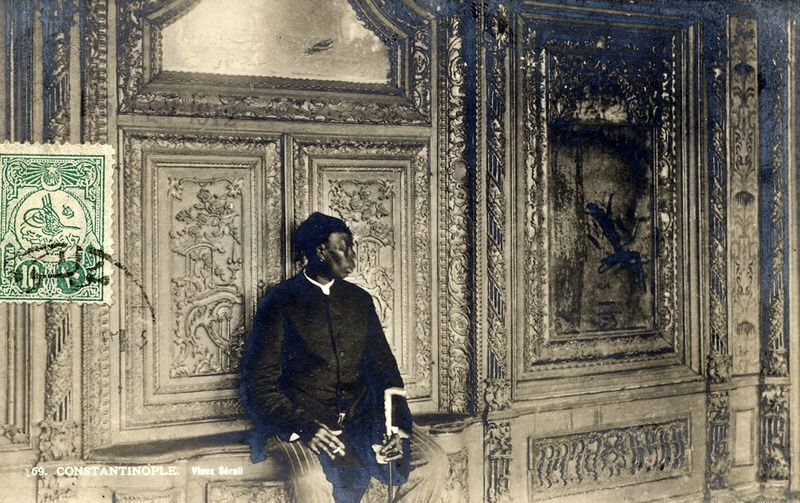
オスマン帝国のスルタン、アブデュルハミト2世に仕えた宦官の長。

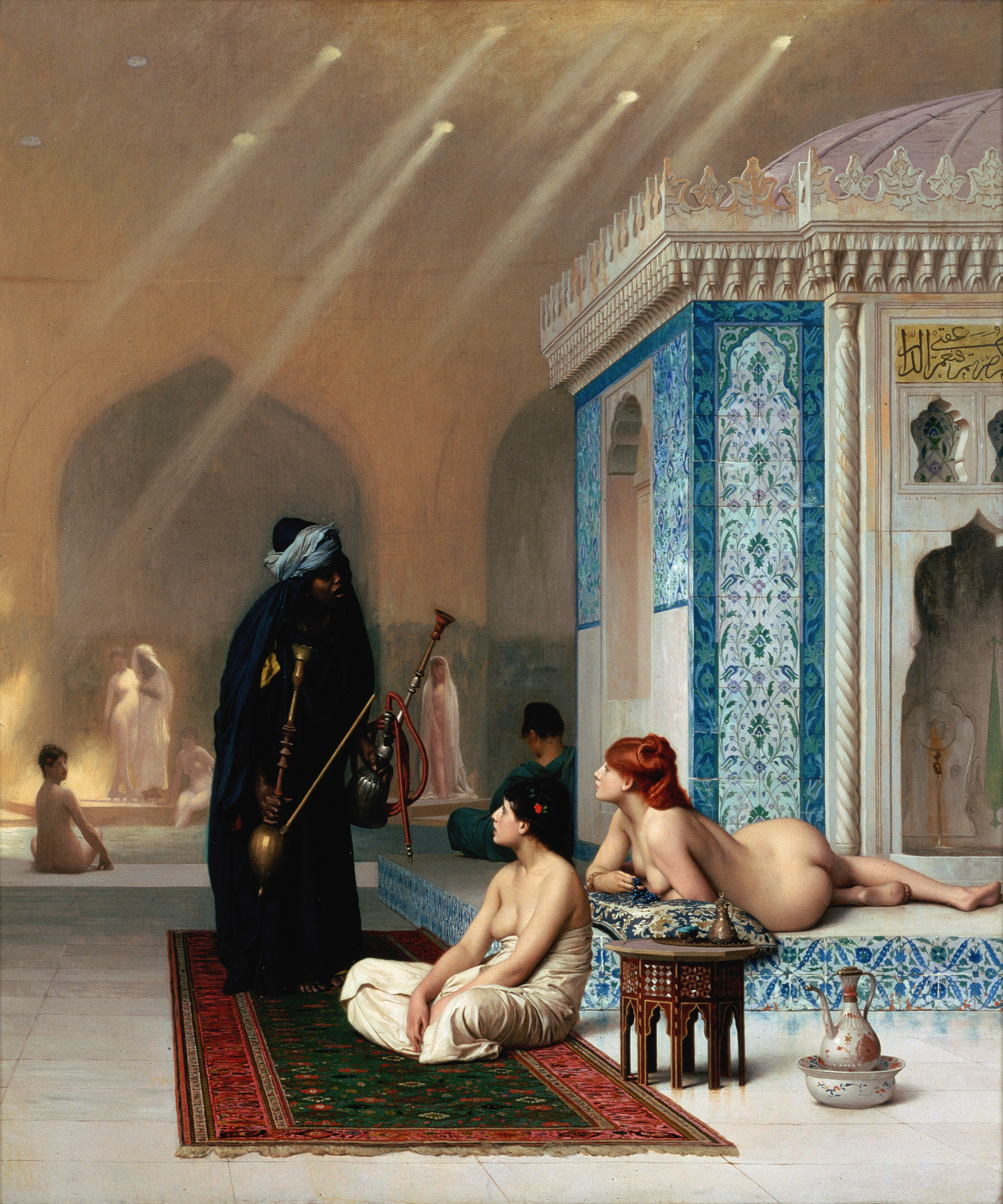
ハレムでの宦官

一夫多妻制であったイスラーム諸国ではオリエントの伝統を受け継いで宦官が用いられた。特にオスマン帝国では、宦官は後宮（ハレム）を取り仕切り、陰の実力者として振舞い、政治の実権を握ることもしばしばあった。
イスラム諸国の特色としては、コーランに記載されている教義上の去勢禁止規定を回避するため、イスラム教徒以外の男性（多くは少年）を去勢して宦官とするのが原則であり、外国人である黒人や白人の宦官が多く採用されていた。彼らの多くは、戦争で捕虜となるか、奴隷として売られてきて、宦官にされたものである。ガージャール朝の創始者アーガー・モハンマド・シャーも幼年期に捕虜として去勢されていたが、後に脱走を果たして勢力の再結成に成功し、宦官として王朝を開いた一つの例である。当然ながら彼に子供はおらず、死後は甥であるファトフ・アリー・シャーが帝位を継いだ。
イスラム諸国の宦官の去勢の方法は、男性器全てを除去する完全去勢と、陰茎のみ、または両方の睾丸のみを切除する不完全去勢の2種類があり、去勢奴隷として売られる場合は前者の方が、高価で取引された。なお、イスラーム世界においてもしばしば男色が行われており、宦官が君主ら主人の男色相手をつとめる場合も少なくなかった。
- Kizlar agha（英語版） - 黒人宦官長

## その他の地域の宦官

### アフリカ
アフリカでは宦官兵士（去勢兵士）の例がある。例えば、モシ族では古くは陰茎のみを切り取った宦官兵から成る軍隊をもっていた。

### ヨーロッパ
カストラートという近代以前のヨーロッパに普及した去勢された男性歌手が存在する。

## 世界の著名な宦官
詳細は「世界の宦官一覧」を参照

## 宦官が主要な役を演ずる日本近現代の作品

### 文学
- 『蒼穹の昴』 - 浅田次郎の小説。主人公は仕官と出世を望んで自分の手で性器切断（自宮）し、清朝末期における熾烈な権力闘争の渦中に飛び込む。
- 『五代将軍』 - 南條範夫の小説集。短編「男色大鑑」で、登場人物の重左衛門が庭木に全裸で縛られて「羅切（完全去勢）」され、佐渡金山に送られる。
- 『テンペスト』 - 池上永一の作品。主人公は女性でありながら性別を偽り、宦官と称して琉球王国の役人となって活躍していく。
- 『劉邦の宦官』 - 黒澤はゆまの小説。金髪碧眼の美少年、小青胡は貧しさから宦官となり、項羽を倒して4年後の黎明期の漢王朝に仕えることになる。
- 『薬屋のひとりごと』 - 日向夏の小説。宦官の壬氏が主人公の優秀さに目を付け、事件の解決を手伝わせる。

### 漫画
- 『天は赤い河のほとり』 - 篠原千絵の漫画。主人公のユーリを狙うナキア皇妃に献身的に仕える宦官の神官、ウルヒ・シャルマ。皇妃の野望のために暗躍する。北方の国の王族出身だが国を滅ぼされた際に強制的に去勢され、奴隷としてヒッタイトに売られて来た。
- 『黒竜の城』全2巻 - 原作：田中芳樹、画：梶原崇の漫画。主人公「イシハ」は当時の中国（明）の東北辺境の地を統一する上級機関「奴児干都指揮使」の長。君主「燕王」と諸将との連絡役を申し出るため自ら宦官となり高位を得た。
- 『天空の玉座』 - 青木朋の漫画。若い皇帝をないがしろにして皇太后が権勢を振るう架空の徳王朝が舞台。皇太后派・反皇太后派、高潔・悪徳、一族が死罪の中で自らは宮刑・戦争捕虜（大理国や蒙古）出身・貧しさから自宮、など多くの宦官が登場し、政治介入、官僚との対立、秘密警察や軍務、皇族の身の回りの世話、後宮内の雑用など様々な活動を行う。実在の宦官（王承恩や鄭和）をモデルにした人物や、宦官が長を務めた実在の組織（東廠）も登場する。

- 『滅国の宦官』- 作画：宵野コタロー、原作：蔡河ケイの漫画。ハレムで働く宦官のジャフェルが三姉妹と出会う。

### アニメ
- 『雲のように風のように』
- 『コードギアス 反逆のルルーシュR2』 - 21世紀に至っても形式上「天子」を頂く「中華連邦」の実権を握る官僚集団として登場。ただし、登場するのはシリーズ第2作目であるこの『R2』のみで、1作目では平凡な近代的政治家が同国の首脳になっている。

### 映画
- 『武士道残酷物語』- 南條範夫の小説『被虐の系譜』の映画化。主人公の1人である飯倉久太郎が殿に「羅切」を命じられるシーンがある。